# Kernemembran
Kernemembranen er en tolaget lipidmembran, som adskiller en celles kerne fra cytoplasmaet hos eukaryoter.
Det yderste membranlag går i et med det ru endoplasmatiske reticulum.
I Kernemembranen er der små porer som mRNA'et kan passere igennem.
| Naturvidenskab | Spire Denne naturvidenskabsartikel er en spire som bør udbygges. Du er velkommen til at hjælpe Wikipedia ved at udvide den. |